# Hamburg-Venloer Bahn
| Streckenkarte                                                            |                                   |           |
| Streckennetz der Köln-Mindener Eisenbahn-Gesellschaft                    |                                   |           |
| dunkelrot                                                                | Stammstrecke Köln–Minden          | 1845–1847 |
| lila                                                                     | Hollandstrecke Oberhausen–Arnheim | 1856      |
| blau                                                                     | Hamburg-Venloer Bahn              | 1870–74   |
| Weitere Strecken siehe Hauptartikel Köln-Mindener Eisenbahn-Gesellschaft |                                   |           |

Die Hamburg-Venloer Bahn ist eine überregionale historische Bahnverbindung in Nordwestdeutschland, die Teil des transkontinentalen Eisenbahnprojektes „Paris-Hamburger Bahn“ war.
Der nordöstliche Teil der Hamburg-Venloer Bahn, die heutige Bahnstrecke Wanne-Eickel–Hamburg, ist eine unvermindert stark frequentierte Fernverkehrsverbindung, während der westliche Teil, die Bahnstrecke Haltern–Venlo, immer defizitär blieb und nur bis zum Ersten Weltkrieg in beschränktem Maße dem Fernverkehr diente, im 20. Jahrhundert zu einer Regionalstrecke herabsank und schließlich weitestgehend stillgelegt wurde.

## Geschichte
Die Streckenführung kam zustande durch eine französische Initiative zum Bau einer direkten Bahnverbindung von Paris nach Hamburg mit Möglichkeit einer Fortsetzung bis nach Skandinavien. Die Hamburg-Venloer Bahn war die einzige verwirklichte Neubaustrecke dieses Projektes, denn von Paris nach Belgien gab es schon mehrere Verbindungen und das Projekt einer Anschlussstrecke zwischen Antwerpen und Venlo wurde durch den von 1869 bis 1879 gebauten Eisernen Rhein hinfällig.
Gleichzeitig war es Bedingung des preußischen Staates, diese Strecke aus strategischen Gründen nördlich am Ruhrgebiet vorbei zu führen. Konkretisieren ließen sich die Pläne erst, als nach der Annexion des Königreichs Hannover durch Preußen 1866 die Strecke in ganzer Länge auf preußischem Gebiet geführt werden konnte.
Den Auftrag zum Bau und Betrieb der Hamburg-Venloer Bahn erhielt die Köln-Mindener Eisenbahn-Gesellschaft. Sie begann den Bau des östlichen Streckenteils im Bahnhof Wanne an ihrer Stammstrecke (Köln–)Deutz–Minden, der dann im Bahnhof Haltern auf die projektierte Trasse stieß, und baute von dort aus zunächst nordwärts weiter. Mit dem Streckenbau westlich von Haltern ließ man sich Zeit, weil der Bau der Eisenbahnbrücke Wesel erhebliche Zeit in Anspruch nahm.
| Datum             | eröffneter Streckenabschnitt | Besonderheiten                    |
| ----------------- | ---------------------------- | --------------------------------- |
| 1. Januar 1870    | Wanne–Münster                |                                   |
| 1. September 1871 | Münster–Osnabrück            |                                   |
| 1. Dezember 1872  | Hamburg–Harburg              | Elbbrücken                        |
| 15. Mai 1873      | Osnabrück–Hemelingen         | Anschluss an Bremer Staatsbahnhof |
| 16. August 1873   | Hemelingen–Bremen            | Hamburger Bahnhof                 |
| 1. März 1874      | Haltern–Wesel                |                                   |
| 1. Juni 1874      | Hemelingen/Bremen–Harburg    |                                   |
| 31. Dezember 1874 | Wesel–Venlo                  | Eisenbahnbrücke Wesel, bis 1945   |

Durchgehende Zugverbindungen wurden geschaffen, sobald ein neuer Streckenabschnitt in Betrieb genommen wurde, insbesondere von Köln und aus dem Ruhrgebiet nach Norden, aber auch von Bremen bzw. Hamburg nach Wesel. Nach Fertigstellung der Gesamtstrecke schließlich fuhren auch internationale Schnellzüge zwischen Hamburg und den Niederlanden.
Wie bei vielen großen Bahnprojekten des 19. Jahrhunderts wurden zwar die großen Brücken und der Tunnel gleich für zwei Gleise ausgelegt, aber der größte Teil der Streckenabschnitte hatte bei Betriebsaufnahme erst ein Gleis. Der zweigleisige Ausbau von Wanne bis Harburg erfolgte von 1881 bis 1893.
Während die Nachfrage auf dem westlichen Streckenteil auf Grund der ungünstigen Randlage stets gering blieb, plante die Deutsche Reichsbahn bereits in den 1920er Jahren, den Abschnitt Münster–Osnabrück viergleisig auszubauen; dieser Ausbau blieb wegen der Weltwirtschaftskrise jedoch in den Anfängen stecken.
Nachdem die Nederlandse Spoorwegen 1936 den Verkehr von und nach Venlo eingestellt hatte, verkümmerte der westliche Streckenteil zur Nebenbahn und wurde nach dem Zweiten Weltkrieg größtenteils stillgelegt.
Der östliche Streckenteil hingegen blieb Hauptstrecke und wurde 1966 elektrifiziert und von 1978 bis 1990 stückweise zur Schnellfahrstrecke mit Linienzugbeeinflussung für Geschwindigkeiten bis 200 km/h ausgebaut.
Die Linie endete zunächst am Venloer Bahnhof in Hamburg, erst später (bis 1906) wurden die Oberhafenbrücke und die Hamburg-Altonaer Verbindungsbahn einschließlich des Hamburger Hauptbahnhofes gebaut. Der Venloer Bahnhof wurde – nach der ursprünglich gedachten Fernverbindung – auch Pariser Bahnhof und ab 1892 Hannoverscher Bahnhof genannt.

## Brücken
Die Bahnstrecke hatte drei Ströme zu überqueren: den Rhein, die Weser und die Elbe.
Als erstes baute man bis 1872 die Hamburger Elbbrücken. Sie waren die erste feste Verbindung zwischen Hamburg und Harburg überhaupt. Bei ihrer Eröffnung hatten sie noch keine Verbindung zu anderen fertig gestellten Teilen der Hamburg-Venloer Bahn, warfen aber als Verbindung der Bahnstrecken Altona–Kiel, Lübeck–Hamburg und Berlin–Hamburg zur Bahnstrecke Lehrte–Hamburg-Harburg Richtung Hannover sofort Ertrag ab.
Die Rheinbrücke in Wesel wurde ab 1872 zeitlich im Anschluss an die Elbbrücken gebaut und dadurch als letzte fertig. Die Baustelle war außer auf dem Wasserweg über die ebenfalls der Köln-Mindener Eisenbahn-Gesellschaft gehörende Hollandstrecke zu erreichen. Bei ihrer Fertigstellung war diese Brücke die längste Eisenbahnbrücke Deutschlands.
Am 10. März 1945 wurde sie als letzte Rheinbrücke in deutscher Hand beim Rückzug der Wehrmacht gesprengt.
Die Weserbrücke in Hemelingen war kein so großes Projekt und schon die zweite Bremer Eisenbahnbrücke über die Weser, nach der 1866 gebauten Brücke der Oldenburger Bahn.

## Bahnhöfe

### Hamburg

Ehemalige Kopfbahnhöfe in Hamburg und neuer Hauptbahnhof ab 1906

Der Venloer Bahnhof in Hamburg diente außer der Hamburg-Venloer Bahn auch der vorher in Harburg endenden Nordstrecke der Hannöverschen Staatseisenbahnen als Endbahnhof, siehe Artikel Hamburg Hannoverscher Bahnhof.  Er war der südlichste von vier Kopfbahnhöfen, die nur durch Verbindungsgleise im Straßenbereich untereinander verbunden waren. Erst 1906 wurde nördlich der vier der Hamburger Hauptbahnhof eröffnet, der sie seither ersetzt.

### Bremen

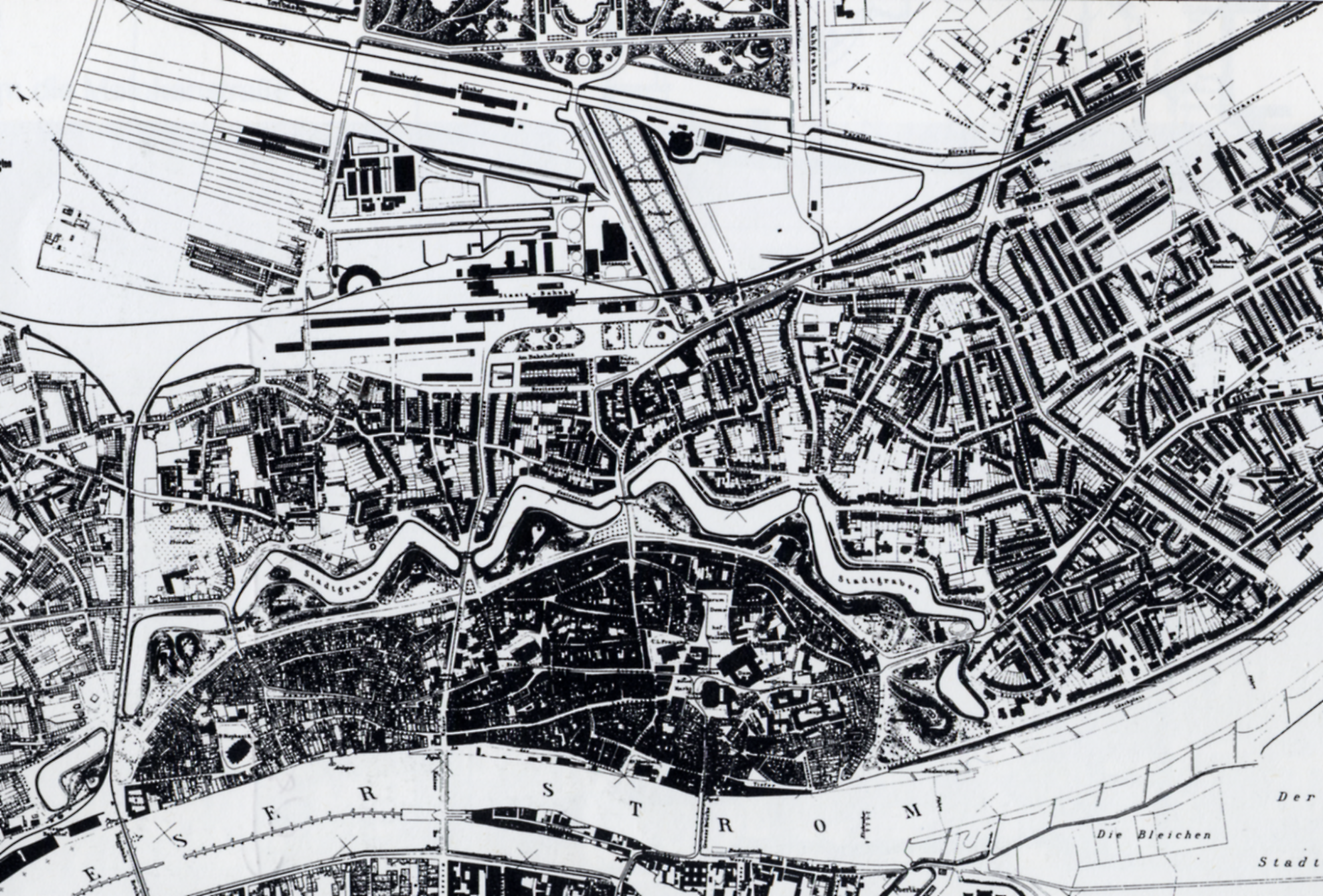
Bremen 1884,
von oben (NO) nach unten:
Bürgerpark, Hamburger Bahnhof, Staatsbahnhof

Bremen war bis 1882 Zollausland. Darum wurden hier zwei Strecken gebaut: eine reine Güterstrecke ohne jeden Bahnhof, die am damaligen Staatsgebiet vorbeiführte, und die Personen- und Güterverkehr dienende Hauptstrecke durch die Stadt. Diese war aus Richtung Osnabrück am Rand der östlichen Vorstadt nördlich neben der Staatsbahnstrecke aus Hannover geführt und zweigte dann bei der heutigen Straße Am Barkhof nach Nordwesten ab. Da der (hannöversche) Staatsbahnhof in Bremen keine zusätzlichen Verkehre aufnehmen konnte, wurde der nur für Güterverkehr gedachte Bahnhof der Hamburg-Venloer Bahn am Nordrand der Bürgerweide provisorisch auch für den Personenverkehr genutzt, bis 1889 der Staatsbahnhof durch den leistungsfähigeren Hauptbahnhof ersetzt worden war. Danach wurde die alte Hamburger Strecke nördlich der Bürgerweide abgebaut, siehe Artikel Bremen Hauptbahnhof.

### Osnabrück
Der heutige Hauptbahnhof als echter Turmbahnhof (s. u.) ging erst 1895 in Betrieb. Bis dahin existierten zwei Bahnhöfe an den beiden Strecken, die wenige hundert Meter auseinander lagen. Für die Hannoversche Westbahn war der Hannoversche Bahnhof an der Wittekindstraße, früher auch Bahnhofstraße, zuständig. Der Bremer Bahnhof der Hamburg-Venloer Bahn lag nördlich des heutigen Kreuzungsbauwerkes an der Buerschen Straße. Er hatte nur ein provisorisches hölzernes Empfangsgebäude. Beide Vorgängerbauten wurden mit der Eröffnung des Hauptbahnhofes für den Personenverkehr stillgelegt.

### Venlo
Der Endbahnhof der Hamburg-Venloer Bahn in Venlo wurde nach Stilllegung des niederländischen Streckenteils abgetragen, sein Gelände bildet heute den Julianapark. Er lag also rechtwinklig zu der älteren und heute noch bestehenden Bahnstrecke, die in der Stadt die Maas kreuzt. Deren Bahnhof hatte vorher weiter stadtauswärts gelegen und wurde dann 250 Meter nach Nordwesten versetzt, um den Abstand zwischen beiden Bahnhöfen zu verringern.

### Turmbahnhöfe
An mehreren Verknüpfungspunkten mit anderen Strecken entstanden Bahnhofsanlagen mit zwei einander kreuzenden Gleisebenen:
- Osnabrück
- Dülmen
- Hervest-Dorsten
- Menzelen West

|  |  |

Weitere Brücken dienten der Querung von überwiegend später gebauten Bahnstrecken bei Straelen (Geldernsche Kreisbahn), in Geldern (Linksniederrheinische Strecke, älter), Lengerich (Bahnstrecke Ibbenbüren–Hövelhof), Hasbergen (Perm-Bahn), Bohmte (Wittlager Kreisbahn), Kirchweyhe (Bremen-Thedinghauser Eisenbahn), Bremen Gabelung, Bremen Mahndorf (Bahnstrecke Wunstorf–Bremen, älter), Rotenburg (Bahnstrecke Bremervörde–Walsrode) und Buchholz.